# Bresal
Bresal, auch Bressal oder Breasal, ist eine Figur der keltischen Mythologie Irlands, er trägt den Beinamen Etarlam.

## Mythologie
Im Lebor Gabala Eirenn („Das Buch der Landnahmen Irlands“) ist Bresal ein Sohn oder Enkel Núadu Argatláms („Nuadu mit der Silberhand“), der Vater der Ernmas und Großvater der drei Schwestern Morrigan, Macha und Badb sowie der anderen drei Schwestern Eriu, Fótla und Banba. Seine Pflegetöchter sind die Zauberin Fuamnach und Étaín. In der zweiten Schlacht von Mag Tuireadh wird er als Sohn des Eochaid Baethlam angesehen. Er gilt auch als Herrscher der Jenseitsinsel Hy Breasil („Insel der Toten“ oder „Insel der Seligen“), zu der er mit seinem Boot, genannt barc bresail, fährt. Hy bedeutet Eibe, denn auf der Insel soll eine einzige Eibe (der Todesbaum) wachsen; wer sie sieht, stirbt sofort.
In der Erzählung Tochmarc Étaíne („Das Werben um Étain“) ist Angus Mac ind Óc der Feind von Bresals Ziehtochter Fuamnach. Fuamnach war von Bresal in den Zauberkünsten unterrichtet worden. Nach ihrem Kampf gegen Midirs zweite Gemahlin Étaín flieht sie zu Bresal, wo sie von Angus aufgespürt und zusammen mit ihm getötet wird.
Bresal Bó-Díbad war ein legendenhafter Hochkönig von Irland, er soll elf Jahre regiert haben. In dieser Zeit gab es eine Seuche unter den Rindern der Insel (bó-díbad). In den Foras feasa ar Éirinn („Wissensgrundlage über Irland“, meist kurz „Geschichte Irlands“ genannt) wird seine Regierungszeit von 151 bis 140 v. Chr. angegeben.